# Jean Malateste de Beaufort
Jean Malateste de Beaufort est un homme politique français né le 7 juin 1733 et décédé à une date inconnue.
Curé de Montastruc, il est député du clergé aux États généraux de 1789 pour la sénéchaussée d'Agen. Il siège à droite et démissionne le 28 mars 1790.

## Sources
- « Jean Malateste de Beaufort », dans Adolphe Robert et Gaston Cougny, Dictionnaire des parlementaires français, Edgar Bourloton, 1889-1891 [détail de l’édition]